# Salvador Medina Barahona
Salvador Medina Barahona (9 de noviembre de 1973) es un poeta, ensayista, profesor de escritura, editor y crítico literario panameño, autor de siete libros de poesía y ganador de varios galardones literarios, entre los que figuran el Premio Centroamericano de Literatura Rogelio Sinán (Mención Poesía, período 2001-2002), y el Premio de Poesía Stella Sierra, en el año 2000. En 2009, su libro Pasaba yo por los días le valió el Concurso Nacional de Literatura Ricardo Miró, el máximo galardón de las letras panameñas para autores nacionales, en la sección poesía.

## Biografía
Medina Barahona nació en Mariabé de Pedasí. Realizó estudios primarios en la escuela Presidente Belisario Porras en Las Tablas, provincia de Los Santos, y los de Educación Media en el Instituto Fermín Naudeau y en el Colegio Manuel María Tejada Roca. En este último obtiene su diploma de Bachiller en Ciencias.
Más adelante se licenció en Administración de empresas turísticas y  hoteleras, profesión que ejerció durante una década.
Cerca de los veinticinco años publica por primera vez dos poemas en la Revista Cultural Maga de la Universidad Tecnológica de Panamá y en el año 1999 su primer poemario, Mundos de sombra, editado por la Fundación Cultural Signos.
Sus escritos han sido divulgados en diversas publicaciones extranjeras, entre estas: Black Renaissance Noire de la Universidad de Nueva York; Carátula, sitio a cargo de Sergio Ramírez, Nicaragua; Círculo de Poesía, de México; Revista Cultural Maga  y Temas de Nuestra América, de Panamá; Quadrivium, de la Universidad de Puerto Rico; La Raíz Invertida, de Argentina; La ZëBrA, de El Salvador y El Cobaya, de Salamanca, España.
Medina Barahona ha sido traducido parcialmente al inglés, francés, ruso, griego y mandarín.
Actualmente es profesor de los Seminarios Taller de Poesía y Novela en el Diplomado en Creación Literaria de la Universidad Tecnológica de Panamá, y del Programa de Formación de Escritores (PROFE) Ministerio de Cultura.
En 2009 Medina Barahona recibe el Premio Nacional de Literatura Ricardo Miró y en 2017 el Premio Anita Villalaz al Escritor del Año. De este período data su libro 50 instantáneas y un crimen.
Su obra Pasaba yo por los días, fue ganadora del Premio Miró por el fallo dictado por un jurado compuesto por Arysteides Turpana, Winston Orrillo y Jorge Galán, que consideró «con este libro el autor contribuye al afianzamiento de la calidad de la nueva poesía panameña», y fundamentando su fallo unánime en las siguientes premisas: «Maestría del lenguaje poético; dominio del ritmo interior, y redondez pulquérrima de las imágenes que arriban ciertamente a resultados poéticos deslumbrantes».

## Libros publicados
- Mundos de sombra
- Viaje a la península soñada
- Somos la imagen y la tierra
- Cartas en tiempos de guerra
- Vida en la palabra vida en el tiempo
- La hora de tu olvido

## Temas recurrentes en su poesía
La vida y la muerte con sus múltiples matices, la introspección y la visión de lo que lo rodea.

## El ensayo de corto aliento
En 2003 Medina Barahona publica Vida en la palabra vida en el tiempo, en la colección Cuadernos marginales de la Universidad Tecnológica de Panamá. Una plaquete de diez formas breves que buscan hacer una lectura personal de la obra poética de autores como José de Jesús Martínez, Roberto Sosa o Fayad Jamís, entre otros. En el 2018 publica, en coautoría con Enrique Jaramillo Levi, Complicidades -18 asedios al cuento y la poesía-, donde Medina Barahona reflexiona acerca de la poesía.

## Medina Barahona y la promoción de la cultura
Desde 2005 dirige "el duende gramático", sello que respalda y promueve las artes y la cultura en general y a nuevos autores de habla hispana.